# NATUM
Die NATUM e. V. (Naturheilkunde,  Akupunktur, Komplementärmedizin und Umweltmedizin in der Frauenheilkunde) ist eine 1993 durch Ingrid Gerhard gegründete Arbeitsgemeinschaft der Deutschen Gesellschaft für Gynäkologie und Geburtshilfe (DGGG) und ein eigenständiger Verein. Seine Mitglieder sind vor allem ganzheitlich und naturheilkundig tätige Ärzte und Wissenschaftler.

## Aufgaben und Ziele der NATUM
Die NATUM verfolgt das Ziel, die Erforschung, Anwendung und Lehre von Naturheilverfahren, Akupunktur, Komplementärmedizin und Umweltmedizin in der Gynäkologie und Geburtshilfe zu fördern sowie diese in eine moderne ganzheitliche Medizin zu integrieren.
Ein weiteres Anliegen ist es, Ärztinnen und Ärzte in der Komplementärmedizin auszubilden. Dafür bietet sie aufeinander aufbauenden Kurse, spezielle Symposien und Informationsveranstaltungen an, die teilweise mit einem Zertifikat abgeschlossen werden können.
NATUM arbeitet mit deutschen Universitäten zusammen, um Forschung, Lehre und Leitlinien im Bereich der Komplementärmedizin und anderer Naturheilverfahren  evidenzbasiert zu erarbeiten. Sie war an der Erarbeitung der AWMF-Leitlinien Dammriss III. und IV. Grades nach vaginaler Geburt, Management und Hormontherapie (HT) in der Peri- und Postmenopause beteiligt und hat im Jahr 2000 Ausbildungsrichtlinien für Akupunktur in Gynäkologie und Geburtshilfe erarbeitet.
Zur Unterstützung der Ziele der NATUM vergibt die NATUM seit 2013 den mit € 3.000 dotierten Förderpreis für herausragende Forschungsarbeit auf dem Gebiet der Komplementärmedizin und Naturheilverfahren.
| Jahr | Preisträger                               | ausgezeichnete Arbeit |
| ---- | ----------------------------------------- | --- |
| 2013 | Sigrun Chrubasik                          | Wirksamkeit pflanzlicher Entzündungshemmer bei Arthrose und Rückenschmerzen.                                                                                           |
| 2014 | Karin Kraft, Susanne Kanter, Hubert Janik | |
| 2015 | Petra Stute                               | Effects of black cohosh on estrogen biosynthesis in hippocampus of non-human primates ex vivo in vitro and in human neuroblastoma cells in vitro.                      |
| 2016 | Freerk Baumann                            | Sustainable impact of an individualized exercise program on physic activity level and fatigue syndrome on breast cancer patients in two German rehabilitation Centers. |
| 2017 | Claudia Friesen                           | D,L-Methadon erhöht den zytotoxischen Effekt konventioneller Krebstherapien.                                                                                           |
| 2018 | Andreas Michalsen                         | Effekte von Kurzfasten auf die Lebensqualität und Verträglichkeit einer Chemotherapie bei Patientinnen mit Brust- und Ovarialkarzinom.                                 |

## Aktuelles
Aktuelle Vorstandsmitglieder sind Harald Meden (1. Vorsitzender), Bernhard Ost (2. Vorsitzender), Reinhild Georgieff (Schriftführerin) und Justus Peters (Beisitzer).
Der Verein hat ca. 600 Mitglieder und ist bundesweit tätig. Seine Mitglieder sind vor allem Frauenärztinnen und -ärzte, aber auch andere Mediziner und Wissenschaftler. Die NATUM veröffentlicht in jeder Ausgabe der Zeitschrift „Gynäkologie + Geburtshilfe“, aktuelle Artikel sowie Neues aus der NATUM. Darüber hinaus erscheint regelmäßig eine Rubrik zur Komplementärmedizin in der Fachzeitschrift „Frauenarzt“.
Gemeinsam mit dem Berufsverband der Frauenärzte (bvf) hat der gemeinnützige Verein eine Arbeitsgruppe Komplementärmedizin in der Frauenheilkunde ins Leben gerufen, die die Förderung der Fortbildung der Frauenärztinnen und Frauenärzte zum Ziel hat. Christian Albring, Präsident des Bundesverbandes der Frauenärzte, sagte 2013 in einem Grußwort zum 20-jährigen Bestehen, dass die NATUM „in ihrem Bereich heute die einzige wissenschaftliche gynäkologische Gesellschaft von Rang“ sei.